# Jurish
Jurish, en arabe : جُريش, est un village du gouvernorat de Naplouse en Palestine, situé à 27 km au sud-est de Naplouse, au centre de la Cisjordanie.
Selon le recensement du bureau central palestinien des statistiques, la localité compte une population de 1 541 habitants en 2017.